# Mentzelia
Mentzelia är ett släkte av brännreveväxter. Mentzelia ingår i familjen brännreveväxter.

## Bildgalleri

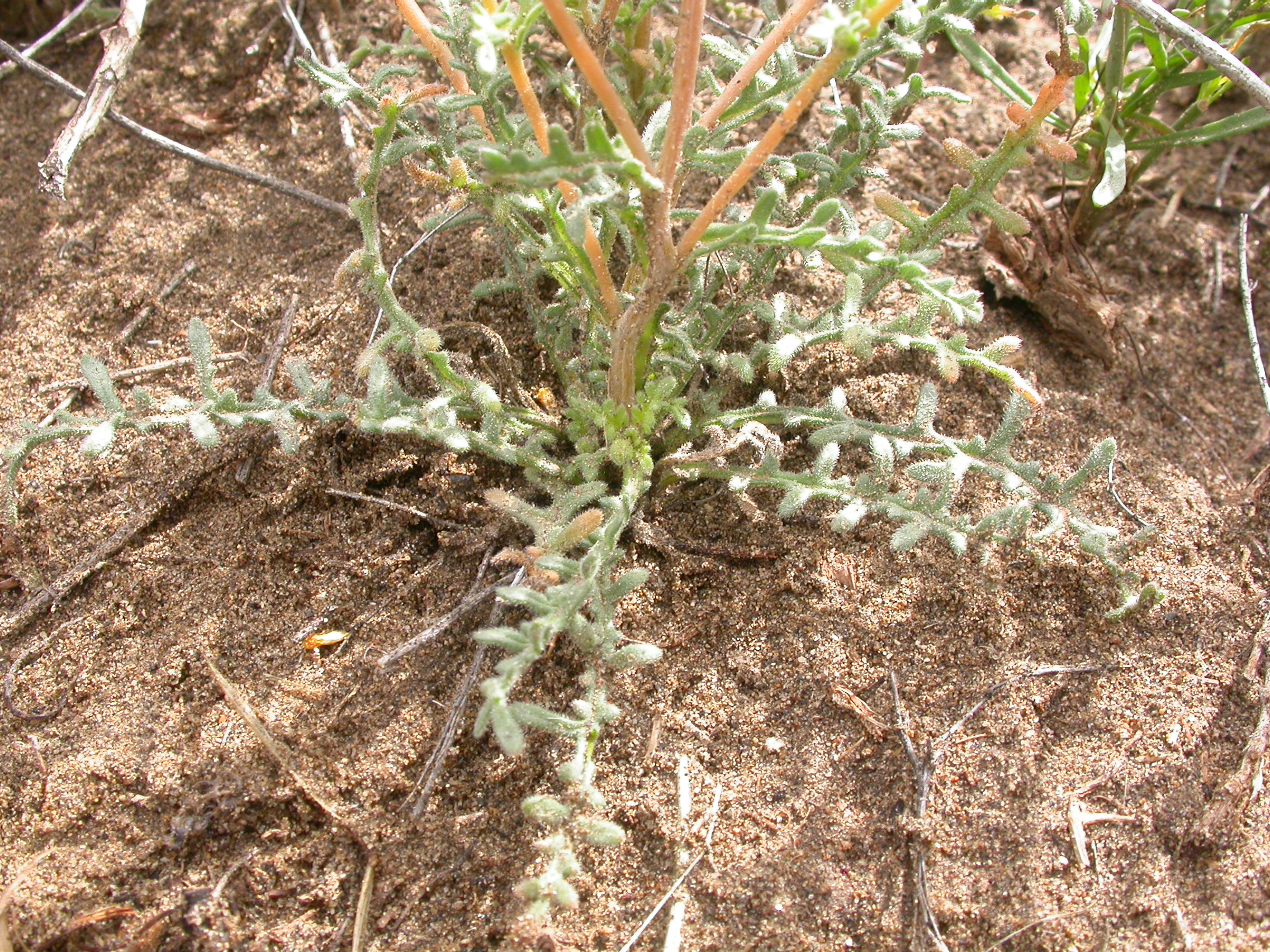
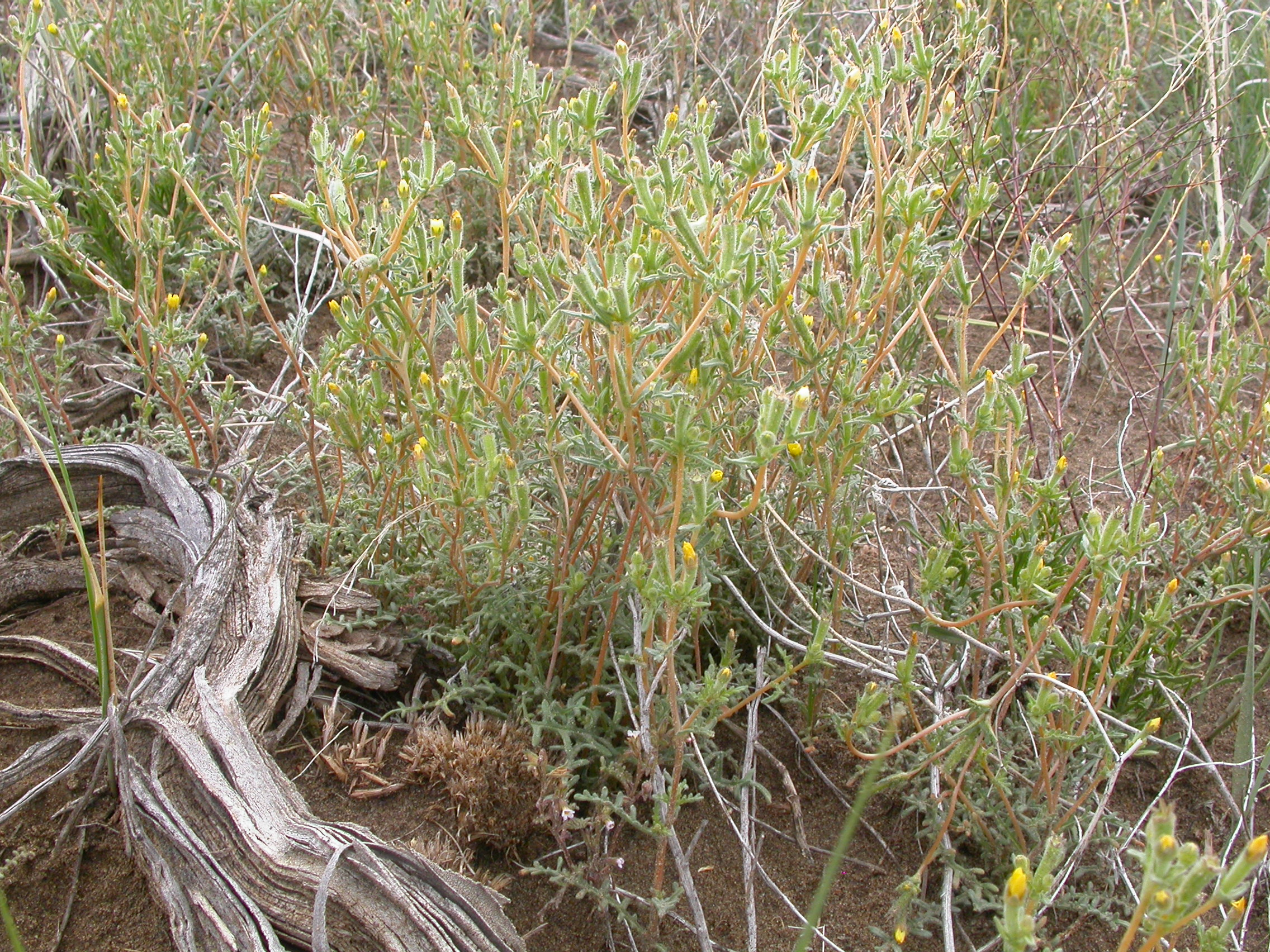
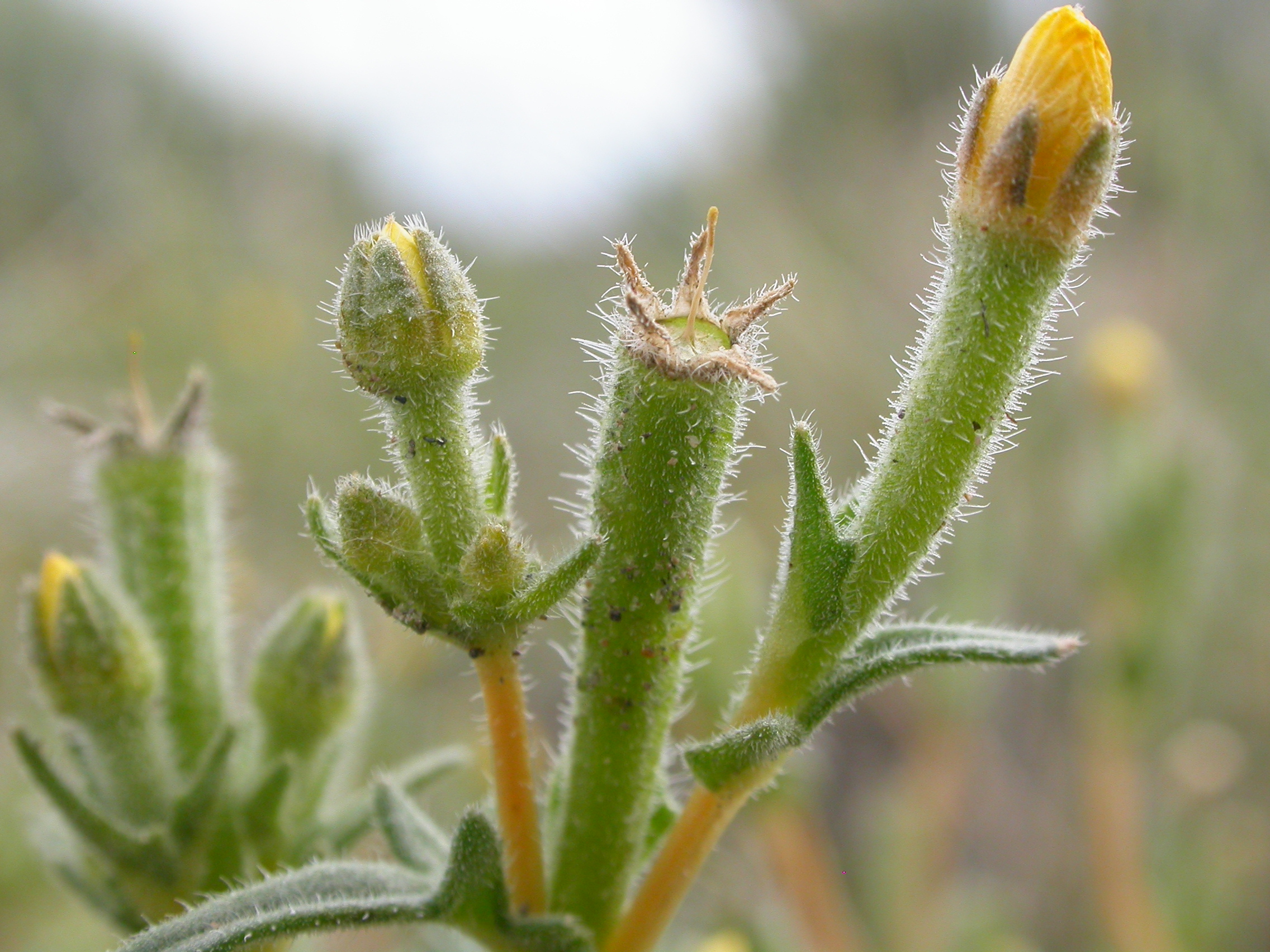
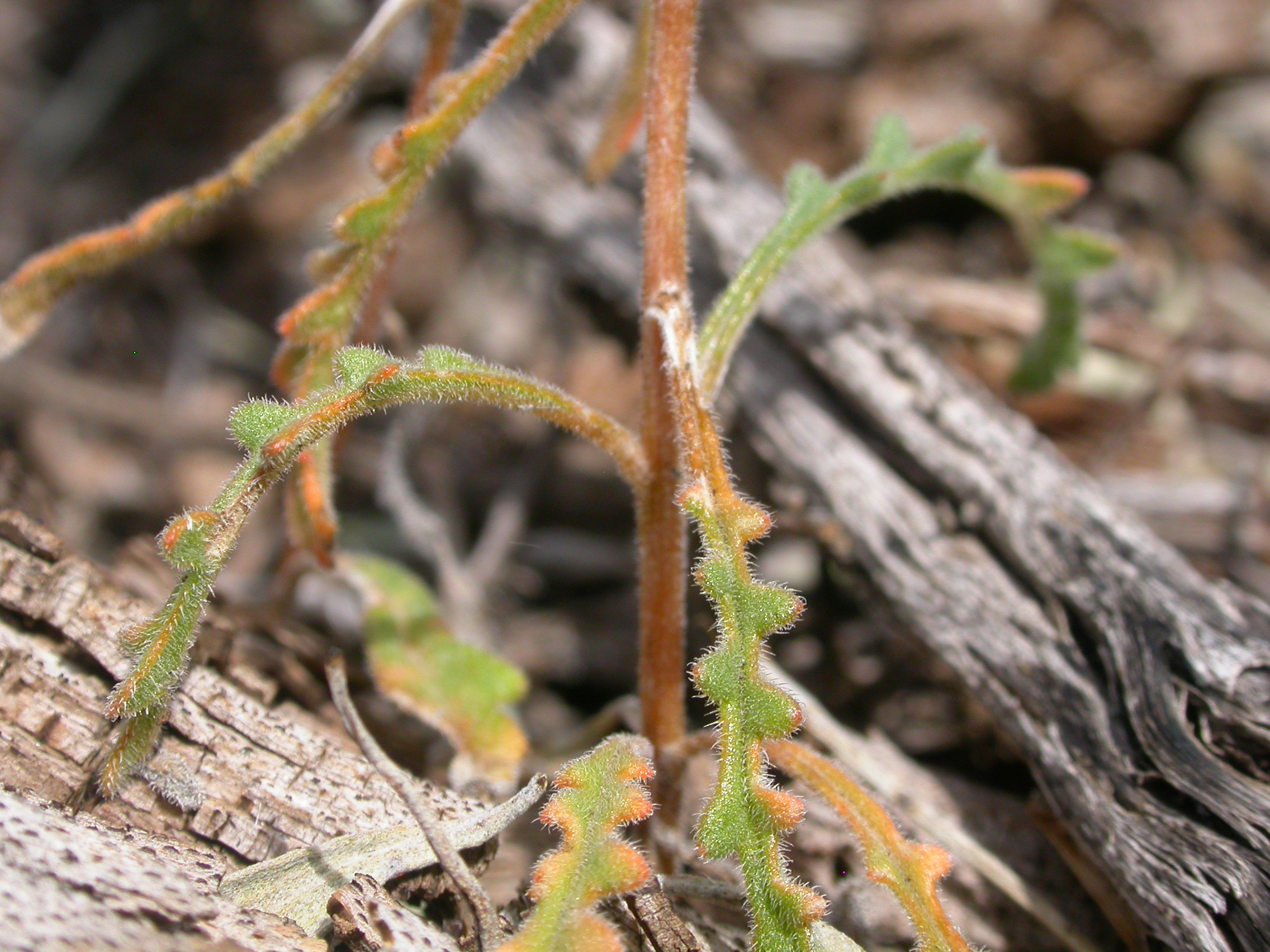
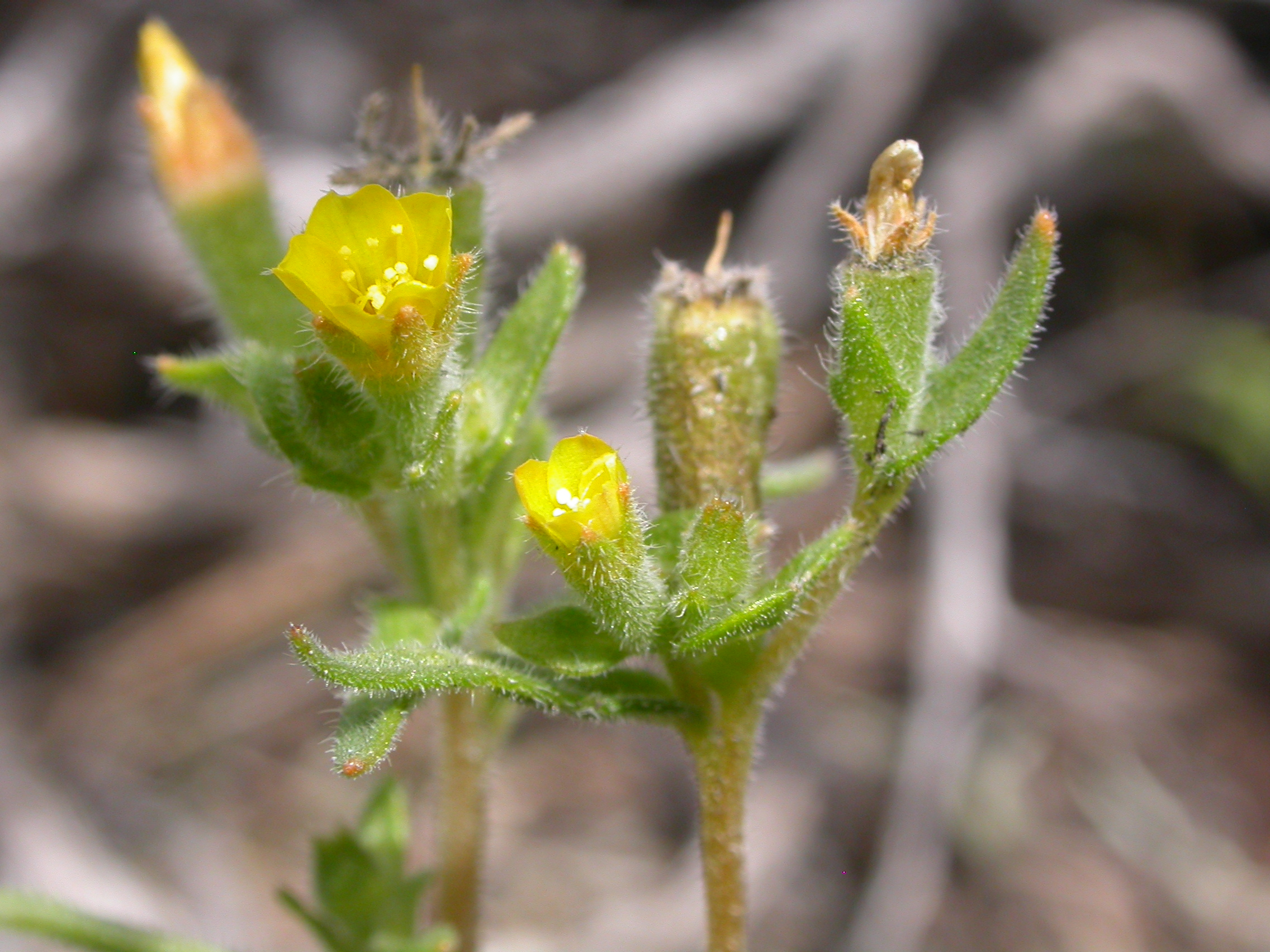
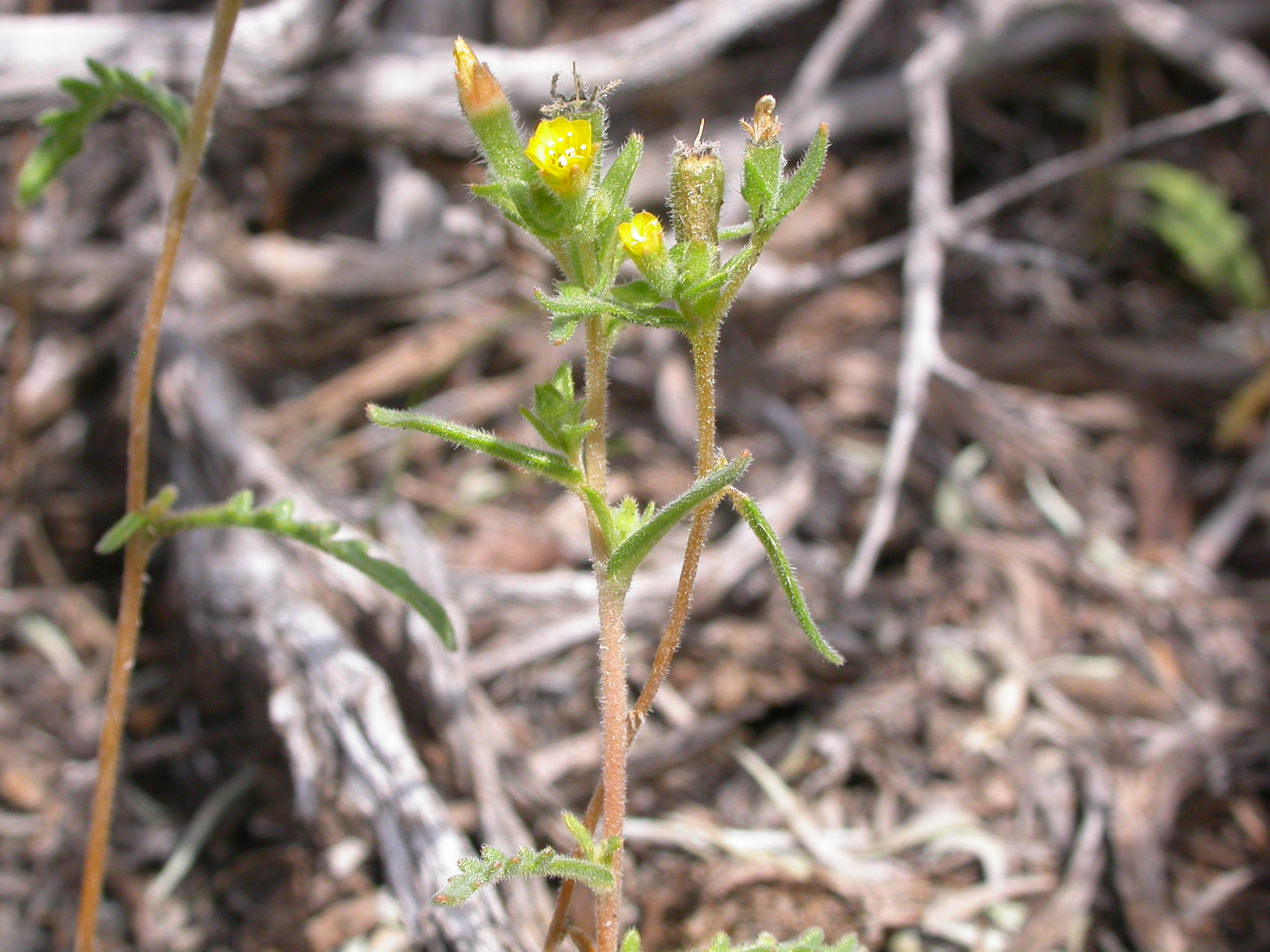

## Dottertaxa tillMentzelia, i alfabetisk ordning[1]
- Mentzelia affinis
- Mentzelia albescens
- Mentzelia albicaulis
- Mentzelia angurate
- Mentzelia arborescens
- Mentzelia argillicola
- Mentzelia argillosa
- Mentzelia aspera
- Mentzelia asperula
- Mentzelia bartonioides
- Mentzelia candelariae
- Mentzelia chrysantha
- Mentzelia collomiae
- Mentzelia congesta
- Mentzelia conspicua
- Mentzelia conzattii
- Mentzelia crocea
- Mentzelia decapetala
- Mentzelia densa
- Mentzelia desertorum
- Mentzelia diehlii
- Mentzelia dispersa
- Mentzelia eremophila
- Mentzelia filifolia
- Mentzelia floridana
- Mentzelia flumensevera
- Mentzelia goodrichii
- Mentzelia gracilenta
- Mentzelia gypsophila
- Mentzelia heterosepala
- Mentzelia hintoniorum
- Mentzelia hirsutissima
- Mentzelia hispida
- Mentzelia holmgreniorum
- Mentzelia hualapaiensis
- Mentzelia humilis
- Mentzelia incisa
- Mentzelia involucrata
- Mentzelia inyoensis
- Mentzelia isolata
- Mentzelia jonesii
- Mentzelia laciniata
- Mentzelia laevicaulis
- Mentzelia lagarosa
- Mentzelia leucophylla
- Mentzelia librina
- Mentzelia lindheimeri
- Mentzelia lindleyi
- Mentzelia linearifolia
- Mentzelia longiloba
- Mentzelia marginata
- Mentzelia memorabilis
- Mentzelia mexicana
- Mentzelia micrantha
- Mentzelia mollis
- Mentzelia monoensis
- Mentzelia montana
- Mentzelia multicaulis
- Mentzelia multiflora
- Mentzelia nitens
- Mentzelia nuda
- Mentzelia obscura
- Mentzelia oligosperma
- Mentzelia oreophila
- Mentzelia pachyrhiza
- Mentzelia packardiae
- Mentzelia paradoxensis
- Mentzelia parvifolia
- Mentzelia pattersonii
- Mentzelia pectinata
- Mentzelia perennis
- Mentzelia polita
- Mentzelia procera
- Mentzelia pterosperma
- Mentzelia pumila
- Mentzelia reflexa
- Mentzelia reverchonii
- Mentzelia rhizomata
- Mentzelia rusbyi
- Mentzelia saxicola
- Mentzelia scabra
- Mentzelia sericea
- Mentzelia sessilifolia
- Mentzelia shultziorum
- Mentzelia sinuata
- Mentzelia sivinskii
- Mentzelia speciosa
- Mentzelia springeri
- Mentzelia strictissima
- Mentzelia strigosa
- Mentzelia texana
- Mentzelia tiehmii
- Mentzelia todiltoensis
- Mentzelia torreyi
- Mentzelia tricuspis
- Mentzelia tridentata
- Mentzelia uintahensis
- Mentzelia veatchiana